# Bitwa pod Clontarf
Bitwa pod Clontarf (irl.: Cath Chluain Tarbh) – starcie zbrojne pomiędzy wojskami arcykróla Irlandii Briana Śmiałego walczącymi przeciwko buntującym się władcom Leinster i wikingom ze skandynawskim królem Dublina, Sigtryggem Silkbeardem. Bitwa została stoczona w Wielki Piątek 23 kwietnia 1014 w okolicy Clontarf w Irlandii. Wojska wikingów dowodzone były przez Maela Mórdę, króla Leinster. W bitwie, której celem było przejęcie władzy nad całą Irlandią, wojska Briana zwyciężyły, jednakże on sam poległ.

## Tło bitwy

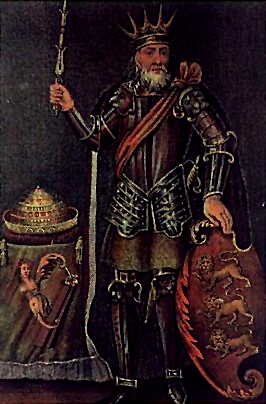
Brian Śmiały

Od 976 roku Brian rządził Irlandią jako król Munsteru, a od 1002 uznawany był za pierwszego wielkiego arcykróla Irlandii. Jego celem było zjednoczenie całego kraju pod swoimi rządami, łącznie z miastami wikingów. Wikingowie nie mieli jednak zamiaru opuszczać wyspy, a wprost przeciwnie, zamierzali rozszerzyć swoją obecność. Dla Briana stanowili istotne zagrożenie. Konieczna była walka zbrojna, w wyniku której wikingowie opuściliby wyspę.
Fakty dotyczące samego przebiegu bitwy są mało znane, lecz źródła historyczne rozsądzają jednoznacznie o losach bitwy.

## Przebieg
Armia Briana liczyła około 7000 ludzi, zaś wojska Maela Mórdy około 6600. W skład tych ostatnich poza wikingami wchodziły również wojska z Orkadów dowodzone przez Sigtrygga Silkbearda oraz najemnicy ze zbuntowanej prowincji Ulster. Wojskami Briana, ze względu na sędziwy wiek króla, dowodził jego syn Murchad (Murrogh). Bitwa rozegrała się w ciągu dnia, w Wielki Piątek 23 kwietnia. Linia starcia rozciągnęła się na znacznym obszarze. Pod koniec dnia siły wikingów w końcu zostały pokonane, a wojska królewskie wybijały resztki ludzi Mórdy, który także zginął.
Pod koniec bitwy zginął Brian Śmiały. Broder, jeden z wikingów, podczas ucieczki z pola walki skierował się do królewskiego namiotu. Zauważywszy, że w pobliżu nie ma straży, wpadł do namiotu i ruszył w kierunku króla. Brian Śmiały wyciągnął swój miecz i zadał znaczne obrażenia napastnikowi w okolicach nóg, lecz wiking osuwając się na ziemię zdążył jeszcze zadać królowi śmiertelny cios w głowę (niektóre źródła podają, że głowa króla została ścięta). Straż, która przybyła do namiotu, odkryła, że obaj już nie żyją. W bitwie poległ także Murchad.

## Znaczenie bitwy
Mimo że bitwa była dla Irlandczyków zwycięska, ponieśli oni ogromne straty. Oprócz króla, zginął jego najstarszy syn Murchad, syn tegoż Toirdelbach oraz wielu członków rodziny królewskiej i szlachetnych rodów. Ciało króla i jego syna przekazano do Armagh. Tam pochowano ich na terenie katedry św. Patryka. Władzę nad całym krajem przejął Mael Sechnaill II (wcześniej obalony przez Briana Śmiałego) i pozostał arcykrólem aż do swej śmierci w 1022. Po śmierci Briana żaden władca nie cieszył się takim uznaniem jak on, aż do czasów królowej Elżbiety I.
Bitwa przyniosła oczekiwany skutek – wikingowie zaprzestali dążeń do przejęcia władzy nad Irlandią. Przeżył bitwę Sigtrygg Silkbeard, król Dublina, ożeniony z córką Briana Śmiałego, Sláine Ní Bhriain, a jego królestwo przetrwało do 1177. Pomimo olbrzymich strat w ludziach i śmierci króla Briana, zwycięstwo pod Clontarf symbolizuje ducha irlandzkiego oporu i poświęcenia w imię swojej ziemi oraz historycznie koniec epoki panowania wikingów na terenie Irlandii.
Bitwa pod Clontarf oznaczała też definitywny koniec wojen z wikingami, choć decydującym zwycięstwem była bitwa pod Tarą, w której w 980 Mael Sechnaill II pokonał Olafa Cuarana (Óláfa Sigtryggssona), ojca Sigtrygga Silkbearda. W istocie bitwa pod Clontarf była walką dwóch rywalizujących ze sobą dynastii irlandzkich.